# Judo al IX Festival olimpico estivo della gioventù europea
Le competizioni di judo al IX Festival olimpico estivo della gioventù europea si sono svolte dal 21 al 29 luglio 2007 a Belgrado, in Serbia

## Podi

### Ragazzi
| Evento | Oro                   | Argento           | Bronzo                              |
| 50 kg  | Vugar Shirinli        | Artiom Arshansky  | Alexey Shkorov Otar Kaidarashvili   |
| 55 kg  | Elsever Sadigzade     | Roman Paskar      | Sascha Herkenrath Dimitar Hristov   |
| 60 kg  | Sarkhan Akhmadov      | Zviad Kapanadze   | Artem Vorona Golan Pollack          |
| 66 kg  | Zebeda Rekhviashvili  | Arturs Kurbanovs  | Massimiliano Carollo Yair Svidersky |
| 73 kg  | Yusup-Khadzhi Aksagov | Robin Pacek       | Andrea Regis Giorgi Mermanishvili   |
| 81 kg  | Grigori Minaskin      | Gudo Slotboom     | Mikhail Kalinin Dmytro Luchyn       |
| 90 kg  | Shakhin Gahramanov    | Djordje Kisin     | Tomasz Talach Magomed Khadziev      |
| +90 kg | Tobias Ehnes          | Domenico Di Guida | Jan Ratej Dzianis Parkhamuk         |

### Ragazze
| Evento | Oro               | Argento           | Bronzo                             |
| 44 kg  | Tugba Zehir       | Marlène Robert    | Kristina Vrsic Svea Schwaebe       |
| 48 kg  | Maros Barbara     | Sanne Verhagen    | Kelly Edwards Daria Predeina       |
| 52 kg  | Maureen Groefsema | Andrea Bekic      | Tina Zeltner Halima Mohamed-Seghir |
| 57 kg  | Ivelina Ilieva    | Andreja Dakovic   | Melanie Holzmann Samantha Clark    |
| 63 kg  | Nicoline Alberts  | Caroline Peschaud | Marta Cachola Maud Gudelj          |
| 70 kg  | Ivanna Makukha    | Kim Polling       | Marta Ferrari Daria Davydova       |
| +70 kg | Iryna Kindzerska  | Rebecca Telfer    | Tia Berger Maryna Slutskaya        |